# Три великі супи
Три великі супи (世界三大スープsekai sandai sūpu) — загальний термін в Японії, під яким розуміють три види супів, що вважаються найкращими у світі. Походження цього терміна невідоме, хоча він застосовувався уже в 1980-х роках. Всупереч самому терміну, існують чотири супи, які часто називають трьома великими супами, і немає консенсусу щодо того, який суп слід виключити, тому вважають, що борщ і том ям ділять між собою третє місце.

## Список
| Ім'я          | Зображення | Походження | Тип        | Відмінні інгредієнти та опис |
| ------------- | ---------- | ---------- | ---------- | --- |
| Борщ          |            | Україна    | Густий     | Суп на основі капусти та буряка з м'ясом. Також національна страва багатьох країн Східної Європи. Японію познайомив з борщем українець Василь Єрошенко. В Японії буряк знайти важко, тому його часто замінюють помідорами. |
| Буябес        |            | Франція    | Риба       | Традиційна прованська юшка з риби, що походить з Марселя. Інгредієнти, як правило, включають червону скорпену, морського вугра та інших середземноморських риб, а також прованські трави та спеції.                        |
| Суп з плавців |            | Китай      | Желатинові | Традиційний суп китайської кухні. Традиційно Японія є однією з провідних країн-експортерів плавців акул. Китайський суп з акулячих плавців також популярний в Японії, часто продається як продукт швидкого приготування.   |
| Том Ям        |            | Таїланд    | Густий     | Тайський суп, що вирізняється своїми гострими і кислими смаками. Суп зазвичай готують з креветками, рибним соусом, перцем чилі та місцевими травами, такими як лимонник. Рамен зі смаком том-ям також популярний в Японії. |